# قضاء مرجعيون
قضاء مرجعيون هو أحد أقضية محافظة النبطية الأربعة، تبلغ مساحته 313 كيلومتراً مربعاً، ويمتد بمحاذاة الحدود الجنوبية الشرقية للبنان بعمق يترواح من 3 إلى 7 كيلومترات. يحده من الشمال والشمال الغربي قضائي حاصبيا وجزين، ومن الغرب قضائي بنت جبيل والنبطية، ومن الجنوب قضاء بنت جبيل.
يبلغ عدد سكان القضاء القاطنين فيه 45,300 نسمة تقريباً، أي ما يعادل 1.1% من العدد الإجمالي لسكان لبنان يتوزعون على 32 بلدة في 26 منها مجالس بلدية منتخبة. مركز القضاء مدينة مرجعيون وهي مدينة تاريخية تطل على سهل زراعي خصب سمي باسمها، ويعتاش منه عدد لا بأس به من سكان القضاء.
أما التركيبة الطائفية للقضاء وفقاً للناخبين المسجلين فتتشكل من الشيعة الإثني عشرية والروم الأرثوذكس والموارنة والمسلمين السُنّة والروم الكاثوليك والدروز والإنجيليون وأقليات أخرى متنوعة.

## مواقع خارجية
- مركز المعلوماتية للتنمية الحلية نسخة محفوظة 1 فبراير 2009 على موقع واي باك مشين.